# Ciclisme als Jocs Olímpics d'estiu de 2012 - Velocitat per equips masculina
La prova de velocitat per equips masculina dels Jocs Olímpics de Londres del 2012 es va disputar el 2 d'agost al London Velopark.
Aquesta prova de ciclisme en pista consta de diverses rondes a salvar. Cada equip està format per tres ciclistes, i cada cursa consta de tres voltes al velòdrom, en què cada ciclista ha de liderar una de les voltes. A la primera ronda cada equip busca fer el millor temps, classificant-se els vuit primers. A la següent ronda aquests vuit equips s'enfronten entre ells en grups de dos segons l'ordre següent: 1r contra 8è, 2n contra 7è, 3r contra 6è i 4t contra 5è. Els 4 vencedors continuen endavant, enfrontant-se els dos millors temps per la medalla d'or i els altres dos per a la de bronze.

## Medallistes
| Or                                                   | Plata                                                     | Bronze                                                       |
| Regne Unit · Philip Hindes · Chris Hoy · Jason Kenny | França · Grégory Bauge · Michaël D'Almeida · Kévin Sireau | Alemanya · René Enders · Maximilian Levy · Robert Förstemann |

## Resultats

### Qualificació
| Posició | País            | Ciclistes                                         | Resultat | Notes  |
| ------- | --------------- | ------------------------------------------------- | -------- | ------ |
| 1       | Regne Unit      | Philip Hindes Chris Hoy Jason Kenny               | 43.065   | Q, OR  |
| 2       | França          | Grégory Bauge Michaël D'Almeida Kévin Sireau      | 43.097   | Q, OR* |
| 3       | Austràlia       | Matthew Glaetzer Shane Perkins Scott Sunderland   | 43.377   | Q      |
| 4       | Rússia          | Sergei Borisov Denís Dmítriev Sergey Kocherov     | 43.681   | Q, OR* |
| 5       | Alemanya        | René Enders Maximilian Levy Robert Förstemann     | 43.710   | Q      |
| 6       | R.P. de la Xina | Cheng Changsong Zhang Lei Zhang Miao              | 43.751   | Q      |
| 7       | Nova Zelanda    | Eddie Dawkins Ethan Mitchell Simon van Velthooven | 44.175   | Q      |
| 8       | Japó            | Seiichiro Nakagawa Yudai Nitta Kazunari Watanabe  | 44.324   | Q      |
| 9       | Veneçuela       | Hersony Canelón César Marcano Angel Polgar        | 44.654   |        |
| 10      | Polònia         | Maciej Bielecki Damian Zieliński Kamil Kuczyński  | 44.712   |        |

- El rècord olímpic fou superat primer per Rússia, després per França (en la mateixa sèrie que Austràlia), i seguidament pel Regne Unit en la darrera sèrie.

### Primera ronda
| Sèrie | Posició | País            | Resultat | Notes |
| ----- | ------- | --------------- | -------- | ----- |
| 4     | 1       | Regne Unit      | 42.747   | WR    |
| 3     | 2       | França          | 42.991   | OR*   |
| 1     | 3       | Alemanya        | 43.178   |       |
| 2     | 4       | Austràlia       | 43.261   |       |
| 3     | 5       | Nova Zelanda    | 43.495   |       |
| 2     | 6       | R.P. de la Xina | 43.505   |       |
| 1     | 7       | Rússia          | 43.909   |       |
| 4     | 8       | Japó            | 43.964   |       |

- França va fer el Rècord Olímpic en la tercera sèrie, abans que el Regne Unit fes el Rècord del món i en quarta sèrie.

### Ronda de medalles
| Cursa  | Equip      | Temps       | Posició |
| ------ | ---------- | ----------- | ------- |
| Or     | Regne Unit | 42.600 (WR) | 1       |
| Or     | França     | 43.013      | 2       |
| Bronze | Alemanya   | 43.209      | 3       |
| Bronze | Austràlia  | 43.355      | 4       |